# Шампань (Приморская Шаранта)
Шампа́нь (фр. Champagne) — коммуна во Франции, находится в регионе Пуату — Шаранта. Департамент коммуны — Приморская Шаранта. Входит в состав кантона Сент-Аньян. Округ коммуны — Рошфор.
Код INSEE коммуны — 17083.

## Население
Население коммуны на 2010 год составляло 656 человек.
| 1962 | 1968 | 1975 | 1982 | 1990 | 1999 | 2010 |
| ---- | ---- | ---- | ---- | ---- | ---- | ---- |
| 556  | 514  | 454  | 448  | 482  | 529  | 656  |